# Christopher Owens
Pour les articles homonymes, voir Owens.
Christopher David Owens (né le 13 juillet 1979) est un auteur-compositeur-interprète américain.
Il est principalement connu comme chanteur et auteur-compositeur du groupe de rock indépendant Girls. Il sort son premier album en tant qu'artiste solo, Lysandre (en), en janvier 2013. En septembre 2014, il sort son second album, A New Testament (en). En mai 2015, Owens sort son troisième album, Chrissybaby Forever.

## Biographie
Owens est né à Miami en Floride. À sa naissance, ses deux parents sont membres de la secte les Enfants de Dieu (secte). En 1981, la famille d'Owens quitte les États-Unis pour voyager avec l'église. Jusqu'à 10 ans, il vit à différents endroits en Asie avant de traverser l'Europe de l'Ouest. Owens apprend à jouer de la guitare à l'adolescence. Il reprend les The Everly Brothers et Fleetwood Mac dans la rue. À l'âge de seize ans, il quitte l'église qui est alors basée en Slovénie et suit sa sœur à Amarillo au Texas. Owens passe ses quatre premières années au Texas à faire de la mise en rayon de nuit dans un magasin d'alimentation ou dans divers restaurants. En 2001, il rencontre l'artiste et magnat du pétrole Stanley Marsh 3 (en), qui l'engage d'abord pour tondre la pelouse et plus tard comme assistant personnel. Après neuf ans au Texas, Owens déménage à San Francisco avec l'intention de faire carrière dans la peinture. C'est là qu'il rencontre les musiciens Matt Fishbeck et Ariel Pink et rejoint leur groupe Holy Shit comme guitariste de tournée. En 2007, Owens forme son propre groupe et commence à écrire des chansons pour la première fois à l'âge de 28 ans.

### Carrière musicale
Avec Girls, Owens a sorti deux albums et un EP. Les tout premiers enregistrements de Girls sont publiés comme single, Lust For Life, sur le label indépendant TruePanther en 2008.
Album (en) sort en 2009. Le groupe sort son deuxième album complet Father, Son, Holy Ghost (en) le 9 septembre 2011 au Royaume-Uni et le 13 septembre aux États-Unis.
En juillet 2012, Owens annonce via son Twitter qu'il quitte le groupe et va continuer à enregistrer de la musique sous son propre nom.
Le 25 octobre 2012, il annonce qu'il va sortir son premier album solo, intitulé Lysandre, en janvier 2013. L'album est enregistré avec un groupe de musiciens à Los Angeles avec le producteur Doug Boehm - qui a produit Father, Son, Holy Ghost. Owens publie un communiqué à l'annonce de la sortie de Lysandre expliquant que l'album raconte l'histoire de la première tournée de Girls en 2008 et emprunte son titre à une jeune fille qu'il a rencontré dans le sud de la France au cours de ce voyage. Pour lui, l'album est « une histoire d'âge, une histoire de voyage sur la route, une histoire d'amour ». L'album et sa nouvelle carrière solo permettent à Owens de satisfaire ses caprices créatifs, et même s'il a déjà enregistré quelques idées, il admet que « l'écart entre l'écriture et l'enregistrement lui donne une distance permettant de réévaluer la qualité d'une chanson ».
Owens, avec les sept musiciens qui apparaissent sur l'album, joue en totalité l'album Lysandre au Lodge at the Regency Center de San Francisco le 9 novembre 2012.
Il sort son deuxième album solo, A New Testament, le 30 septembre 2014 aux États-Unis et le 29 septembre dans le monde entier.

## Discographie
- avec le groupe Girls, voir ==>Girls

### Albums studio
- 2013 - Lysandre
- 2014 - A New Testament
- 2015 - Chrissybaby Forever
- 2024 - I Wanna Run Barefoot Through Your Hair (True Panther Records)